# Osachila expansa
Osachila expansa is een krabbensoort uit de familie van de Aethridae. De wetenschappelijke naam van de soort is voor het eerst geldig gepubliceerd in 1977 door Takeda.